# Gustav Robert Groß

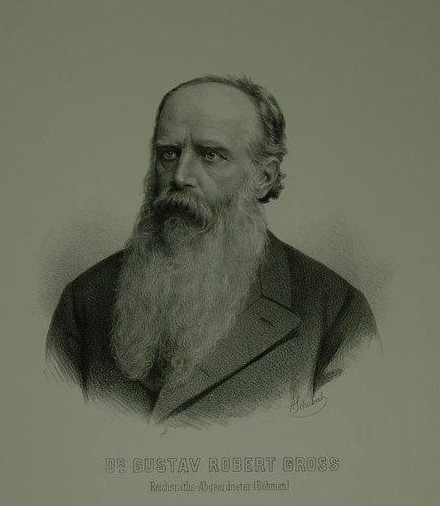
Gustav Robert Groß (1879)

Gustav Robert Groß (* 18. Dezember 1823 in Warnsdorf; † 24. Dezember 1890 in Korneuburg) war österreichischer Politiker und Industrieller.

## Leben
Gustav Robert Groß wurde am 18. Dezember 1823 in Warnsdorf/Böhmen geboren. Er studierte an den philosophischen Fakultäten der Universitäten Wien und Prag und schloss sein Studium mit der Promotion zum Dr. phil. ab.
Nach Ausbruch der Revolution von 1848 wurde er für ein Mandat als Abgeordneter für die Deutsche Nationalversammlung in Frankfurt am Main aufgestellt und auch für den Wahlkreis Bunzlau/Böhmen in Niemes gewählt. Seit der Annahme der Wahl war er ab dem 6. Juni 1848 deren Mitglied. Er schloss sich der Fraktion Württemberger Hof an, die für eine parlamentarische Monarchie und für großdeutsche Grenzen (Deutschland unter Einbezug Österreichs) eintrat. Am 30. Mai 1849 legte er sein Mandat nieder. Er kehrte 1851 nach Österreich zurück und nahm eine Stelle als Sekretär bei der Handelskammer in Reichenberg an. Zu seinen Aufgaben in dieser Position gehörte das Verkehrswesen, dessen Förderung er sich von nun an sein ganzes Leben widmete. Er unterstützte nachhaltig und erfolgreich den Bau der Norddeutsch-Süddeutschen-Eisenbahn, um so Böhmen an das Verkehrsnetz zwischen dem norddeutschen (Preußen, Sachsen) Raum mit Österreich anzuschließen. 1856 wurde er dann Generalsekretär und 1861 Direktor dieses Unternehmens (Verbindungsbahn). Auch allgemein kümmerte er sich um den Ausbau des Schienennetzes in den österreichischen Landen: So betrieb er die Gründung der Gesellschaft Österreichische Nord-Westbahn 1868, wurde deren Generaldirektor und machte dieses Unternehmen sehr schnell und nachhaltig wirtschaftlich gesund und profitabel.
Nebenbei engagierte er sich weiter politisch. Er war zeitweilig Mitglied des böhmischen Landtages in Prag und des österreichischen Abgeordnetenhauses des Reichsrates in Wien. Verbandspolitisch war er seit 1874 Vorsitzender der Gesellschaft österreichischer Volkswirte und im Schiedsgericht des Deutschen Schulvereins.
Sein Sohn war der österreichische, großdeutsch gesinnte Politiker und Nationalökonom Gustav Groß.
Er starb am 24. Dezember 1890 in Korneuburg in Niederösterreich.